# Gentiana wasenensis
Gentiana wasenensis är en gentianaväxtart som beskrevs av Marquand. Gentiana wasenensis ingår i släktet gentianor, och familjen gentianaväxter. Inga underarter finns listade i Catalogue of Life.